# Conrad Moricand
Conrad Moricand, né le 17 janvier 1887 à Paris où il est mort le 31 août 1954, est un astrologue, écrivain et illustrateur suisse. 
Proche de la bohème du quartier du Montparnasse, il publie également sous le nom de Claude Valence.

## Biographie
Fils de Marie Chauffert et de l'ingénieur Philippe André Moricand (Genève, 1859 - Paris, 1928),, Conrad Moricand est peut-être lié à la famille genevoise, où s'illustrent deux naturalistes, dont Stefano Moricand. 
Dès 1914, vivant dans l'hôtel particulier familial situé rue Victor-Massé, il fréquente la bohème du quartier du Montparnasse : en juin de cette année-là, il est témoin d'un duel à l'épée dit « des Polonais », organisé entre autres avec Moïse Kisling, Diego Rivera,  et Léopold Gottlieb. Il se lie d'amitié avec Amedeo Modigliani. En août, il répond à l’Appel aux étrangers vivant en France et est versé au 3e régiment de marche du 1er étranger : c'est là qu'il rencontre Blaise Cendrars.
Durant une permission, il expose en novembre-décembre 1917 dans l'atelier d'Émile Lejeune, salle Huyghens, dans le cadre des performances « Lyre et palette », située 6, rue Huyghens, en compagnie de René Durey, Moïse Kisling et Henry de Waroquier, entre autres, ce qui lui vaut l'amitié de Jean Cocteau et Max Jacob,.
En 1919, il illustre de ses dessins un roman d'André Salmon, Mœurs de la famille Poivre, publié à Genève, aux éditions de L'Éventail, maison liée à la revue L'Éventail fondée dans cette ville en 1917 ; puis, la même année, il fait paraître à Paris, Les interprètes : essai de classement psychologique d'après les correspondances planétaires aux éditions de La Sirène, avec une préface de Max Jacob. Il collabore à La Rose rouge, un hebdomadaire fondé en mai 1919 par Maurice Magre et Pierre-Silvestre.
En 1921-1922, il entretient une correspondance avec le peintre Marcel Mouillot.
En 1928, il publie sous son nom la première édition du Miroir d'astrologie, aux éditions Au sans pareil, puis, chez le même éditeur, en 1933, Portraits astrologiques : Kees van Dongen, Blaise Cendrars, Paul Morand, Pablo Picasso, Aristide Briand, Jean Cocteau, Louis Jouvet, Georges-Mandel, André Tardieu, Léon Daudet.
Henry Miller témoigne, dans Un diable au Paradis (A Devil in Paradise, 1956), de sa rencontre avec Conrad Moricand (qu'il renomme « Tericand » dans son ouvrage), et de leur amitié, à Paris, à partir de 1936, dans la villa Seurat, que fréquentait alors Anaïs Nin, qui les présenta. Selon Miller, par ailleurs très lié à Cendrars qui connaissait bien Moricand, ce dernier, qui avait perdu toute sa fortune à cause d'un escroc, après avoir été mécène et collectionneur d'œuvres d'art, vivait désormais dans une certaine indigence, et gagnait sa vie en produisant des thèmes astrologiques. En juin 1939, Miller prend la décision de partir en Grèce. 
Au début de l'Occupation, Moricand, resté à Paris, rencontre Théophile Briant qui le publie par la suite dans Le Goéland. Entre janvier et juin 1941, il signe des articles astrologiques dans le journal collaborationniste La France au travail, puis perd son emploi de journaliste. En mars 1944, il entreprend des démarches pour faire libérer son ami Max Jacob du camp de Drancy, en vain. Plus tard, il se réfugie à Vevey, et renoue avec Miller, qui vit sur la côte californienne, par voie postale. 
En décembre 1946, Miller l'invite à venir vivre chez lui, sa femme Janina Martha Lepska, et leur fille Val, et lui paye même le voyage. Le séjour de Moricand dure trois mois puis les choses dégénèrent : Miller, excédé par cet homme qu'il voit de plus en plus comme négatif et malsain — Moricand avouera, entre autres avoir été toxicomane —, le pousse à s'installer à San Francisco où il tente de survivre en vendant des dessins érotiques de sa composition. Expulsé durant l'automne 1949 grâce à l'intervention du consul suisse, Moricand rentre à Paris, et s'installe à l'hôtel Modial, 21 rue Notre-Dame-de-Lorette, où Théophile Briant le retrouve, devenant témoin de ses derniers jours dans l'Asile suisse de vieillards — une maison de retraite située au 25 de l'avenue de Saint-Mandé et fondée par ses propres parents ! —, puis de son décès, à l'hôpital Saint-Antoine,.
Il aurait laissé un manuscrit de ses mémoires, intitulé Quand le Diable l’emporte.
Jamais marié, il eut pour dernière compagne l'artiste lyrique Jeanne Durand (1905-2001),.

## Autres publications
- Blaise Cendrars, Aujourd'hui, dessin de Conrad Moricand, Paris, Grasset, 1931.
- Les Traces du culte d'Isis sur les portails mystiques de Notre-Dame de Paris, préfacé par Théophile Briant, Paramé, Éditions du Goéland, 1942.
- [Claude Valence et Max Jacob], Miroir d'astrologie. Édition définitive, Paris, Gallimard, 1949.
- Les cinquante rames du navire « Argo », préfacé par Frédéric Jacques Temple, Montpellier, À la licorne, 1955.
- [posthume], Les Signes du Zodiaque suivi de Comment dresser un horoscope, coll. « Bibliothèque des dames et des demoiselles », Paris, Cercle du livre précieux, 1966.